# حكومة سفينهوفد الأولى

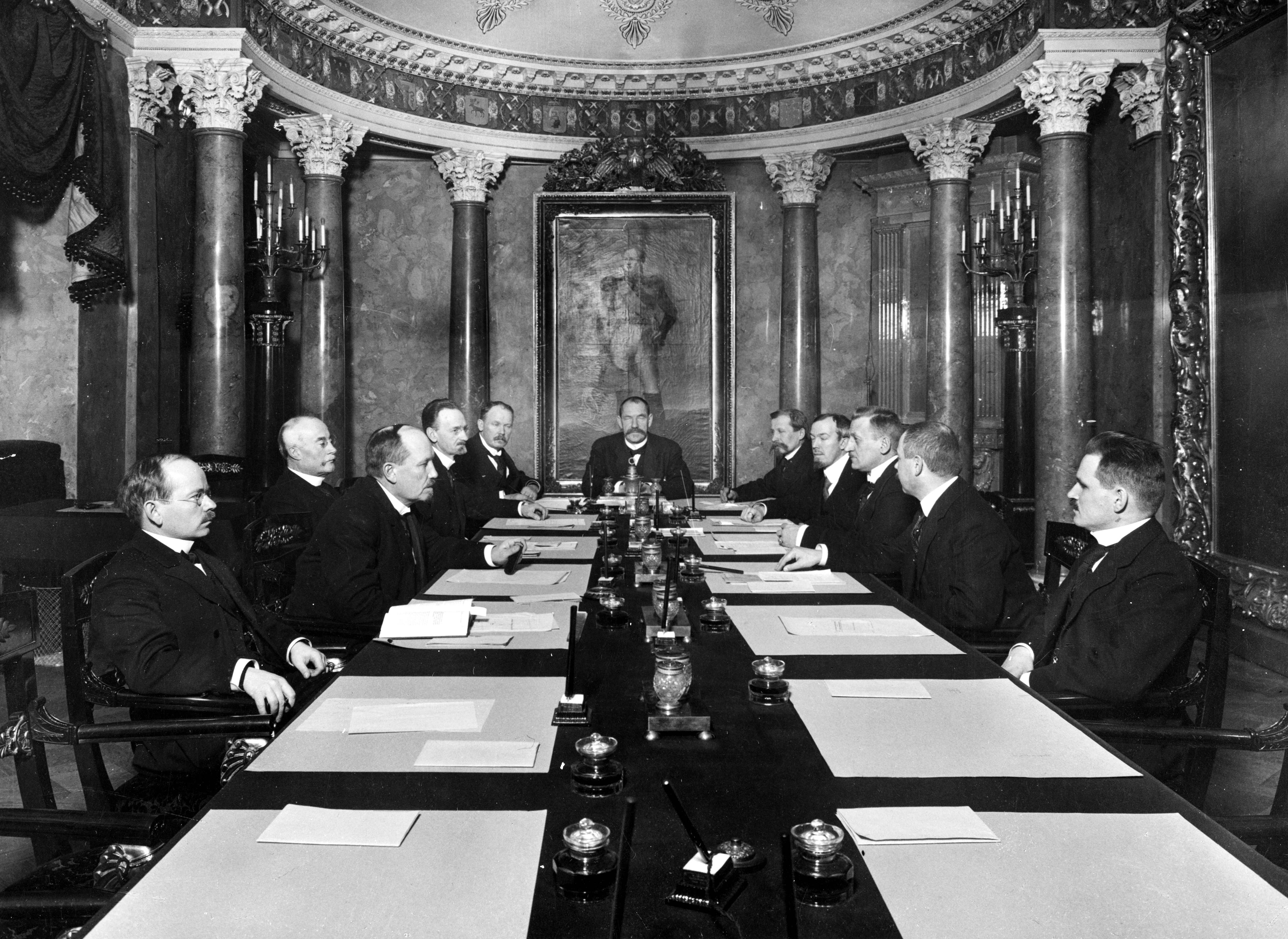

أول مجلس شيوخ لبير إفيند سفينهوفد كان أول حكومة لمملكة فنلندا المستقلة.
استمر مجلس الشيوخ في المدة من 27 نوفمبر 1917 إلى 27 مايو، 1918. انعقد مجلس الشيوخ في فاسا خلال الحرب الأهلية الفنلندية من 29 يناير إلى 3 مايو 1918 فسـُمي مجلس شيوخ فاسا.
سبقتها حكومة إيميل نستور سيتالا، وحلت محلها حكومة باسيكيفي الأولى.
| عضو مجلس الشيوخ                                   | فترة الولاية                  | الحزب                |
| ------------------------------------------------- | ----------------------------- | -------------------- |
| رئيس مجلس الشيوخ بير إفيند سفينهوفد               | 27 نوفمبر 1917 – 27 مايو 1918 | الحزب الفنلندي الشاب |
| مسؤول العدل أوني تلس                              | 27 نوفمبر 1917 – 27 مايو 1918 | الحزب الفنلندي الشاب |
| مسؤول الشؤون الداخلية أرتور كسترين                | 27 نوفمبر 1917 – 27 مايو 1918 | الحزب الفنلندي الشاب |
| نائب مسؤول الشؤون الداخلية ألكسندر فري            | 27 نوفمبر 1917 – 27 مايو 1918 | حزب الشعب السويدي    |
| مسؤول الشؤون المالية يوهاني أرايارفي              | 27 نوفمبر 1917 – 27 مايو 1918 | الحزب الفنلندي       |
| مسؤول الكنيسة والتعليم إيميل نستور سيتالا         | 27 نوفمبر 1917 – 27 مايو 1918 | الحزب الفنلندي الشاب |
| مسؤول الشؤون الزراعية كووستي كاليو                | 27 نوفمبر 1917 – 27 مايو 1918 | حزب الوسط            |
| نائب مسؤول الشؤون الزراعية إيرو أوريو بيهكونن     | 27 نوفمبر 1917 – 27 مايو 1918 | حزب الوسط            |
| مسؤول النقل والأشغال العامة يالمر كسترين          | 27 نوفمبر 1917 – 27 مايو 1918 | الحزب الفنلندي الشاب |
| مسؤول التجارة والشؤون الصناعية هيكي غابرييل رنفال | 27 نوفمبر 1917 – 27 مايو 1918 | الحزب الفنلندي الشاب |
| مسؤول الشؤون الاجتماعية أوسكاري فيلهلو لوهيفووري  | 27 نوفمبر 1917 – 27 مايو 1918 | الحزب الفنلندي       |